# Stipa nicorae
Stipa nicorae är en gräsart som beskrevs av Fidel Antonio Roig. Stipa nicorae ingår i släktet fjädergrässläktet, och familjen gräs. Inga underarter finns listade i Catalogue of Life.